# Froville
Froville település Franciaországban, Meurthe-et-Moselle megyében. Lakosainak száma 121 fő (2022. január 1.). Froville Bayon, Borville, Brémoncourt, Clayeures, Einvaux, Haigneville, Villacourt és Virecourt községekkel határos.

## Népesség
A település népességének változása:
| Lakosok száma | 124  | 116  | 120  | 123  | 123  | 122  | 125  | 125  | 124  | 121  |
|               | 1968 | 1982 | 1990 | 2006 | 2013 | 2015 | 2017 | 2019 | 2020 | 2022 |